# Anolis rimarum
Anolis rimarum är en ödleart som beskrevs av  Thomas och SCHWARTZ 1967. Anolis rimarum ingår i släktet anolisar, och familjen Polychrotidae. Inga underarter finns listade i Catalogue of Life.